# Katie Boulter
Katie Boulter (ur. 1 sierpnia 1996 w Leicester) – brytyjska tenisistka, finalistka juniorskiego Australian Open 2014 w grze podwójnej dziewcząt.

## Kariera tenisowa
W swojej karierze zwyciężyła w siedmiu singlowych i czterech deblowych turniejach rangi ITF. Najwyżej w rankingu WTA Tour w singlu sklasyfikowana była na 23. miejscu (4 listopada 2024) i w deblu na 431. miejscu (31 grudnia 2018).
W sezonie 2023 osiągnęła finał zawodów singlowych cyklu WTA Tour w Nottingham. Pokonała w nim Jodie Burrage 6:3, 6:3.
W sezonie 2024 podczas turnieju w San Diego nierozstawiona Boulter pokonała Łesię Curenko, drugą rozstawioną Beatriz Haddad Maię, siódmą Donnę Vekić i trzecią Emmę Navarro, aby dotrzeć do swojego pierwszego finału rangi WTA 500. W finale pokonała szóstą rozstawioną Martę Kostiuk, odnosząc swoje pierwsze zwycięstwo na tym poziomie i awansując do pierwszej trzydziestki rankingu WTA. W Nottingham obroniła tytuł zdobyty przed rokiem, w meczu mistrzowskim pokonując Karolínę Plíškovą 4:6, 6:3, 6:2.

## Finały turniejów WTA
| Legenda                   | Legenda |
| ------------------------- | ------- |
| Wielki Szlem              |         |
| Igrzyska olimpijskie      |         |
| WTA Tour Championships    |         |
| od 2021                   |         |
| WTA 1000 (obowiązkowe)    |         |
| WTA 1000 (nieobowiązkowe) |         |
| WTA 500                   |         |
| WTA 250                   |         |
| WTA 125                   |         |

### Gra pojedyncza 4 (3–1)
| Końcowy wynik | Nr | Data             | Turniej    | Nawierzchnia | Przeciwniczka     | Wynik finału  |
| ------------- | -- | ---------------- | ---------- | ------------ | ----------------- | ------------- |
| Zwyciężczyni  | 1. | 18 czerwca 2023  | Nottingham | Trawiasta    | Jodie Burrage     | 6:3, 6:3      |
| Zwyciężczyni  | 2. | 3 marca 2024     | San Diego  | Twarda       | Marta Kostiuk     | 5:7, 6:2, 6:2 |
| Zwyciężczyni  | 3. | 16 czerwca 2024  | Nottingham | Trawiasta    | Karolína Plíšková | 4:6, 6:3, 6:2 |
| Finalistka    | 1. | 3 listopada 2024 | Hongkong   | Twarda       | Diana Sznajder    | 1:6, 2:6      |

## Finały turniejów WTA 125

### Gra pojedyncza 1 (1–0)
| Końcowy wynik | Nr | Data         | Turniej | Nawierzchnia | Przeciwniczka | Wynik finału  |
| ------------- | -- | ------------ | ------- | ------------ | ------------- | ------------- |
| Zwyciężczyni  | 1. | 18 maja 2025 | Paryż   | Ceglana      | Chloé Paquet  | 3:6, 6:2, 6:3 |

## Wygrane turnieje rangi ITF
| turnieje z pulą nagród 100 000 $ |
| turnieje z pulą nagród 80 000 $  |
| turnieje z pulą nagród 60 000 $  |
| turnieje z pulą nagród 25 000 $  |
| turnieje z pulą nagród 15 000 $  |
| turnieje z pulą nagród 10 000 $  |

### Gra pojedyncza
|    | Data       | Turniej        | ($)    | Naw.     | Finalistka          | Wynik               |
| 1. | 05/05/2014 | Szarm el-Szejk | 10 000 | twarda   | Eden Silva          | 4:6, 6:4, 7:5       |
| 2. | 18/04/2016 | Szarm el-Szejk | 10 000 | twarda   | Anastasia Pribylova | 4:6, 6:3, 7:5       |
| 3. | 27/03/2017 | Stambuł        | 15 000 | twarda   | Ayla Aksu           | 6:3, 3:6, 6:3       |
| 4. | 22/04/2018 | Óbidos         | 25 000 | dywanowa | Urszula Radwańska   | 4:6, 6:3, 6:3       |
| 5. | 13/05/2018 | Fukuoka        | 60 000 | dywanowa | Ksienija Łykina     | 5:7, 6:4, 6:2       |
| 6. | 13/02/2022 | Grenoble       | 60 000 | twarda   | Anna Blinkowa       | 7:6(2), 6:7(6), 6:2 |
| 7. | 08/01/2023 | Canberra       | 60 000 | twarda   | Jodie Burrage       | 3:6, 6:3, 6:2       |

## Występy w igrzyskach olimpijskich

### Gra pojedyncza
| Runda                                                                            | Przeciwniczka                             | Wynik    |
| -------------------------------------------------------------------------------- | ----------------------------------------- | -------- |
|                                                                                  |                                           |          |
| Letnie Igrzyska Olimpijskie w Paryżu 2024, reprezentując państwo Wielka Brytania |                                           |          |
| I runda                                                                          | Słowacja: Anna Karolína Schmiedlová [ITF] | 4:6, 2:6 |

### Gra podwójna
| Runda                                                                            | Partnerka      | Przeciwniczki                                     | Wynik    |
| -------------------------------------------------------------------------------- | -------------- | ------------------------------------------------- | -------- |
|                                                                                  |                |                                                   |          |
| Letnie Igrzyska Olimpijskie w Paryżu 2024, reprezentując państwo Wielka Brytania |                |                                                   |          |
| I runda                                                                          | Heather Watson | Niemcy: Angelique Kerber / Laura Siegemund [PR]   | 6:2, 6:3 |
| II runda                                                                         | Heather Watson | Brazylia: Beatriz Haddad Maia / Luisa Stefani [6] | 6:3, 6:4 |
| Ćwierćfinał                                                                      | Heather Watson | Włochy: Sara Errani / Jasmine Paolini [3]         | 3:6, 1:6 |

## Finały juniorskich turniejów wielkoszlemowych

### Gra podwójna (1)
| Końcowy wynik | Rok  | Turniej         | Nawierzchnia | Partnerka     | Przeciwniczki                            | Wynik finału |
| Finalistka    | 2014 | Australian Open | Twarda       | Ivana Jorović | Anhelina Kalinina Jelizawieta Kuliczkowa | 4:6, 2:6     |